# La verità (Vasco Rossi)
La verità è un singolo del cantautore italiano Vasco Rossi, pubblicato il 16 novembre 2018.

## Descrizione
La canzone, pubblicata anche su vinile 45 giri ad edizione limitata di 5000 copie il 23 novembre, è stata scritta a quattro mani con Roberto Casini, batterista della Steve Rogers Band, e arrangiata da Celso Valli. Il nome del brano è stato reso noto solo il giorno precedente l'uscita.
Tale brano era stato trafugato dai computer della produzione un mese dopo Modena Park 2017. Lo staff di Vasco Rossi stesso avvertì di adire le vie legali sul tema ricettazione.
Secondo Sky TG24, «attraverso metafore esagerate e realtà forzata, Vasco Rossi descrive i tempi attuali con ironia quasi teatrale.»

## Video musicale
Il videoclip, pubblicato il 16 novembre 2018 sul canale Vevo-YouTube del cantante, è stato diretto da Pepsy Romanoff che lo ha reso il primo "irid" video della storia.
La scenografia del video potrebbe essere stata ispirata da una fotografia di Ernst Caramelle della serie "Video-Landscapes" del 1974, in mostra presso la Generali Foundation di Vienna.

## Successo commerciale
In Italia è stato il 37º singolo più trasmesso dalle radio nel 2019.

## Formazione
- Vasco Rossi - voce
- Cesare Chiodo - basso
- Paolo Valli - batteria, arrangiamento
- Mattia Tedesco - chitarra acustica, chitarra elettrica
- Celso Valli - tastiere, arrangiamento
- Giordano Mazzi - programmazione, tastiere

## Classifiche
Il brano è entrato direttamente al primo posto nella classifica "Airplay" stilata da EarOne.
| Classifica (2018) | Posizione massima |
| ----------------- | ----------------- |
| Italia            | 6                 |